# Terme Surane
Le Terme Surane erano un complesso termale di Roma antica costruito sull'Aventino ad opera di Lucio Licinio Sura (da cui presero il nome, non molto distanti dalla sua residenza), generale romano amico dell'imperatore Traiano, o dallo stesso imperatore. Dopo il IV secolo non furono più menzionate.
Le terme sono parzialmente raffigurate nella Forma Urbis Severiana. Restaurate sotto Gordiano III, e in seguito da Cecina Decio Aginazio Albino, praefectus Urbi, nel 414, per riparare i danni del sacco di Alarico, dovevano ancora essere in funzione nel IV secolo. Esse dovevano servire la clientela raffinata e abbiente dell'Aventino, a differenza delle vicine terme di Caracalla, più grandiose ma destinate a un uso di massa da parte delle genti del quartiere popolare della Regio XIII Aventinus.
La loro localizzazione doveva essere nelle immediate vicinanze ad occidente della chiesa di Santa Prisca, vicino al tempio di Diana, con le arcate dell'Acqua Marcia, che le alimentavano, passanti proprio lungo il sito dell'attuale chiesa. Nella Forma Urbis a nord delle terme compare anche un tempio di identificazione incerta, forse il tempio di Luna o il tempio di Vertumno, entrambi comunque repubblicani.